# Premi BAFTA 1997
La 50ª edizione dei British Academy Film Awards, conferiti dalla British Academy of Film and Television Arts alle migliori produzioni cinematografiche del 1996, ha avuto luogo il 29 aprile 1997.

## Vincitori e candidati

### Miglior film
- Il paziente inglese (The English Patient), regia di Anthony Minghella
- Fargo, regia di Joel ed Ethan Coen
- Segreti e bugie (Secrets and Lies), regia di Mike Leigh
- Shine, regia di Scott Hicks

### Miglior film britannico
- Segreti e bugie (Secrets and Lies)
- La canzone di Carla (Carla's Song), regia di Ken Loach
- Grazie, signora Thatcher (Brassed Off), regia di Mark Herman
- Riccardo III (Richard III), regia di Richard Loncraine

### Miglior film non in lingua inglese
- Ridicule, regia di Patrice Leconte • Francia
- L'albero di Antonia (Antonia), regia di Marleen Gorris • Paesi Bassi/Belgio/Regno Unito
- Kolya (Kolja), regia di Jan Svěrák • Repubblica Ceca
- Nelly e Mr. Arnaud (Nelly et Monsieur Arnaud), regia di Claude Sautet • Francia/Italia/Germania

### Miglior regista
- Joel ed Ethan Coen – Fargo
- Scott Hicks – Shine
- Mike Leigh – Segreti e bugie (Secrets and Lies)
- Anthony Minghella – Il paziente inglese (The English Patient)

### Miglior attore protagonista
- Geoffrey Rush – Shine
- Ralph Fiennes – Il paziente inglese (The English Patient)
- Ian McKellen – Riccardo III (Richard III)
- Timothy Spall – Segreti e bugie (Secrets and Lies)

### Miglior attrice protagonista
- Brenda Blethyn – Segreti e bugie (Secrets and Lies)
- Frances McDormand – Fargo
- Kristin Scott Thomas – Il paziente inglese (The English Patient)
- Emily Watson – Le onde del destino (Breaking the Waves)

### Miglior attore non protagonista
- Paul Scofield – La seduzione del male (The Crucible)
- John Gielgud – Shine
- Edward Norton – Schegge di paura (Primal Fear)
- Alan Rickman – Michael Collins

### Miglior attrice non protagonista
- Juliette Binoche – Il paziente inglese (The English Patient)
- Lauren Bacall – L'amore ha due facce (The Mirror Has Two Faces)
- Marianne Jean-Baptiste – Segreti e bugie (Secrets and Lies)
- Lynn Redgrave – Shine

### Miglior sceneggiatura originale
- Mike Leigh – Segreti e bugie (Secrets and Lies)
- Joel ed Ethan Coen – Fargo
- Mark Herman – Grazie, signora Thatcher (Brassed Off)
- John Sayles – Stella solitaria (Lone Star)

### Miglior sceneggiatura non originale
- Anthony Minghella – Il paziente inglese (The English Patient)
- Ian McKellen, Richard Loncraine – Riccardo III (Richard III)
- Arthur Miller – La seduzione del male (The Crucible)
- Alan Parker, Oliver Stone – Evita

### Miglior fotografia
- John Seale – Il paziente inglese (The English Patient)
- Roger Deakins – Fargo
- Darius Khondji – Evita
- Chris Menges – Michael Collins

### Miglior scenografia
- Tony Burrough – Riccardo III (Richard III)
- Stuart Craig – Il paziente inglese (The English Patient)
- Tim Harvey – Hamlet
- Brian Morris  – Evita

### Migliori musiche
- Gabriel Yared – Il paziente inglese (The English Patient)
- David Hirschfelder – Shine
- Trevor Jones – Grazie, signora Thatcher (Brassed Off)
- Andrew Lloyd Webber, Tim Rice – Evita

### Miglior montaggio
- Walter Murch – Il paziente inglese (The English Patient)
- Gerry Hambling – Evita
- Roderick Jaynes – Fargo
- Pip Karmel – Shine

### Migliori costumi
- Shuna Harwood – Riccardo III (Richard III)
- Alexandra Byrne – Hamlet
- Penny Rose – Evita
- Ann Roth – Il paziente inglese (The English Patient)

### Miglior trucco
- Il professore matto (The Nutty Professor) – Rick Baker, David LeRoy Anderson
- La carica dei 101 - Questa volta la magia è vera (101 Dalmatians) – Lynda Armstrong, Martial Corneville, Colin Jamison, Jean-Luc Russier
- Evita – Sarah Monzani, Martin Samuel
- Il paziente inglese (The English Patient) – Fabrizio Sforza, Nigel Booth

### Miglior sonoro
- Shine – Jim Greenhorn, Toivo Lember, Livia Ruzic, Roger Savage, Gareth Vanderhope
- Evita – Anna Behlmer, Eddy Joseph, Andy Nelson, Ken Weston, Nigel Wright
- Independence Day – Bob Beemer, Bill W. Benton, Chris Carpenter, Sandy Gendler, Val Kuklowsky, Jeff Wexler
- Il paziente inglese (The English Patient) – Mark Berger, Pat Jackson, Walter Murch, Christopher Newman, David Parker, Ivan Sharrock

### Migliori effetti speciali visivi
- Twister – Stefen Fangmeier, John Frazier, Henry LaBounta, Habib Zargarpour
- Independence Day – Tricia Henry Ashford, Volker Engel, Clay Pinney, Douglas Smith, Joe Viskocil
- Il professore matto (The Nutty Professor) – Jon Farhat
- Toy Story - Il mondo dei giocattoli (Toy Story) – Eben Ostby, William Reeves

### Miglior cortometraggio
- Des majorettes dans l'espace, regia di David Fourier
- The Butterfly Man, regia di Barry Ackroyd
- Dual Balls, regia di Dan Zeff
- Machination, regia di Ralph Seiler
- Tout doit disparaître, regia di Jean-Marc Moutout

### Miglior cortometraggio d'animazione
- La vieille dame et les pigeons, regia di Sylvain Chomet
- Famous Fred, regia di Joanna Quinn
- The Saint Inspector, regia di Mike Booth
- Testament: The Bible in Animation - Joseph, regia di Aida Zyablikova
- Testament: The Bible in Animation - Moses, regia di Gary Hurst
- Trainspotter, regia di Neville Astley, Jeff Newitt